# 平良立交站
平良立交站是南宁轨道交通2号线与3号线的地铁车站，是一个换乘站，位于中华人民共和国广西壮族自治区南宁市良庆区良玉大道与平乐大道交叉口，为3号线南端终点站，3号线车站于2019年6月6日开通，2号线车站于2020年11月23日开通。

## 车站结构
平良立交站位于良玉大道与平乐大道交叉口，2号线车站沿良玉大道设置，呈东西走向，为地下三层岛式站台车站，车站长184.2米，标准段宽23.1米，车站地下一层为站厅层，地下三层为站台层，站台设置全高站台门。3号线车站沿平乐大道设置，呈南北走向，为地下两层岛式站台车站，车站长443.3米，标准段宽22.9米，车站地下一层为站厅层，地下二层为站台层，站台设置全高站台门，车站北侧设有一条单渡线，南侧设有两条出入段线，连通新村停车场。两线采用T型节点换乘形式，换乘节点连接2号线站台东侧与3号线站台中部，也可利用地下一层进行站厅换乘。
|                   |  | █ 3号线往科园大道（五象湖） |
| 島式 · 開左邊车门 |  |                             |
|                   |  | █ 3号线落客                 |

|                   |  | █ 2号线往西津（那福路） |
| 島式 · 開左邊车门 |  |                         |
|                   |  | █ 2号线往坛泽（終點站） |

## 出入口
平良立交站共有6个出入口，其中近E出入口设地下连通道通向五象万象汇，各出口及周围设施如下所示：
| 编号                | 出入口信息                                                                 | 照片 | 无障碍设施 |
| ------------------- | -------------------------------------------------------------------------- | ---- | ---------- |
| A · 出口 · （设有） | 平乐大道                                                                   |      |            |
| B · 出口            | 良玉大道，南宁市滨湖路小学（五象校区），合景天汇广场                       |      | 不適用     |
| C · 出口            | 良玉大道                                                                   |      | 不適用     |
| D · 出口            | 平乐大道，未来方舟售楼部                                                   |      | 不適用     |
| E · 出口            | 平乐大道，坛兴路，良玉大道，体强路，南宁三中五象校区，万象汇，华润二十四城 |      | 不適用     |
| F · 出口            | 平乐大道，良玉大道，体强路，渌坛路，宝能城                                 |      | 不適用     |
| 图例： 设有         |                                                                            |      |            |

## 接驳交通

### 公交车
- 平乐坛兴路口：130路，809路，809路高峰线，D99路，机场巴士5号线
- 地铁平良立交站：B21路，地铁快巴7路，地铁快巴13路
- 平乐良玉路口：809路，809路高峰线，B21路

## 车站历史
本站工程名为平乐大道站，正式站名为平良立交站，以车站所处的平良立交命名。
- 2016年12月24日，3号线车站主体结构封顶[4]。
- 2017年
  - 1月17日，3号线车站主体结构封底[5]。
  - 6月17日，2号线车站主体结构封顶[3]。
- 2019年6月6日，3号线车站随3号线一期通车开通[1]。
- 2020年11月23日，2号线东延线通车，本站成为换乘车站[2]。
- 2024年5月30日，车站C、D出入口开通[6]。